# Wyndham Halswelle
Wyndham Halswelle (Mayfair, 30 mei 1882 – Neuve-Chapelle, 31 maart 1915) was een Brits atleet.
Halswelle won tijdens de Olympische Spelen van 1908 de gouden medaille op de 400 meter. De finale moest opnieuw gelopen worden na de diskwalificatie van de Amerikaan John C. Carpenter. De andere twee Amerikaanse finalisten weigerden opnieuw te lopen, waardoor Halswelle de finale alleen liep.
Tijdens de Eerste Wereldoorlog werd hij gedood door een sluipschutter tijdens de Slag bij Neuve-Chapelle.

## Palmares

### 400 m
- 1906 OS:
- 1908 OS:  - 50,0

### 800 m
- 1906 OS:  -

1896: Thomas Burke ·
1900: Maxey Long ·
1904: Harry Hillman ·
1908: Wyndham Halswelle ·
1912: Charles Reidpath ·
1920: Bevil Rudd ·
1924: Eric Liddell ·
1928: Ray Barbuti ·
1932: Bill Carr ·
1936: Archie Williams ·
1948: Arthur Wint ·
1952: George Rhoden ·
1956: Charlie Jenkins ·
1960: Otis Davis ·
1964: Mike Larrabee ·
1968: Lee Evans ·
1972: Vince Matthews ·
1976: Alberto Juantorena ·
1980: Viktor Markin ·
1984: Alonzo Babers ·
1988: Steve Lewis ·
1992: Quincy Watts ·
1996: Michael Johnson ·
2000: Michael Johnson ·
2004: Jeremy Wariner ·
2008: LaShawn Merritt ·
2012: Kirani James · 
2016: Wayde van Niekerk · 
2020: Steven Gardiner · 
2024: Quincy Hall